# Giovanni Camera
Giovanni Camera (Padula, 21 settembre 1862 – Roma, 9 febbraio 1929) è stato un politico e avvocato italiano.

## Biografia

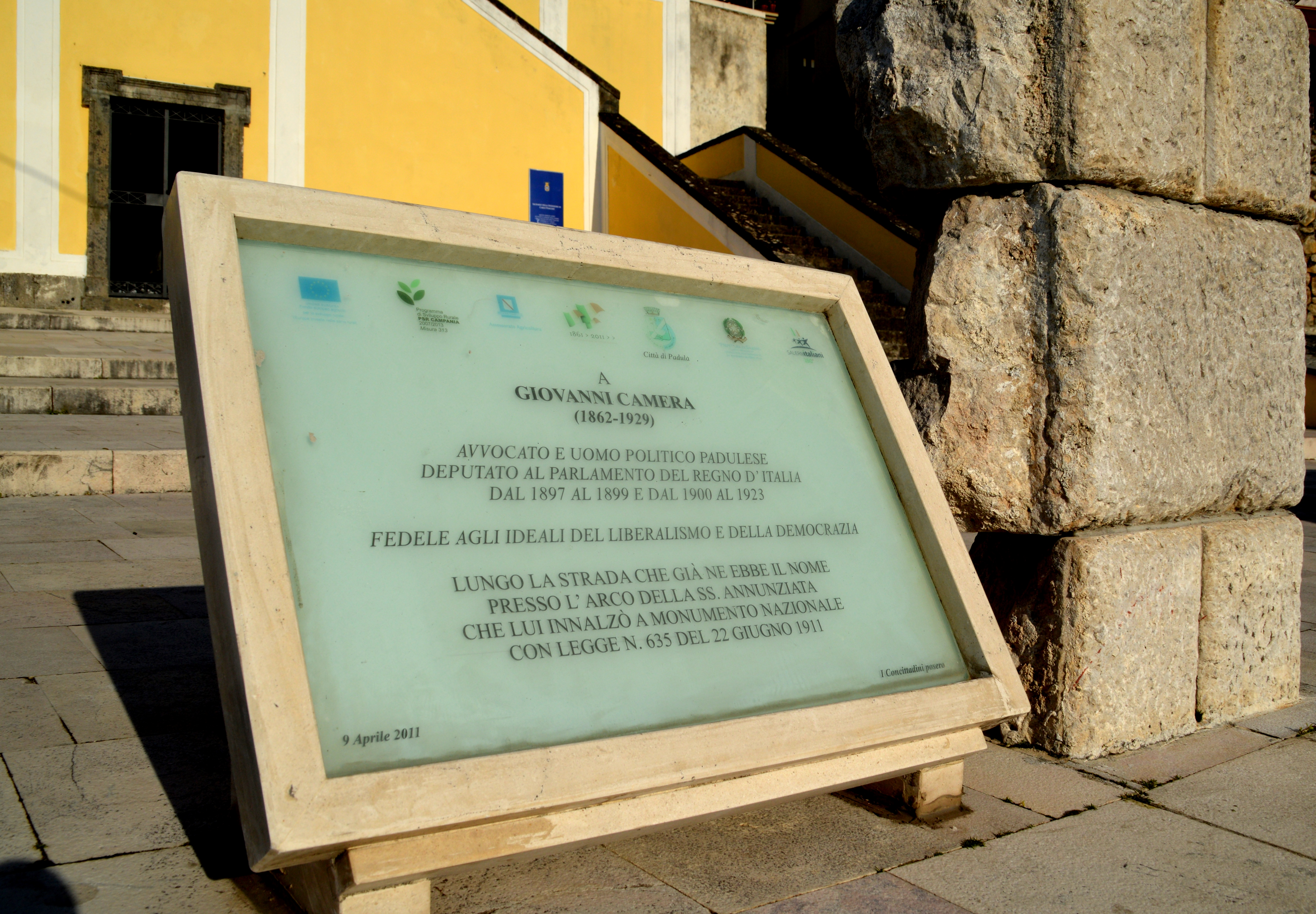
Lapide commemorativa di Giovanni Camera, Comune di Padula

Figlio di Luigi, pasticciere, e da Adelaide Nappi, di agiata famiglia. Si laureò in giurisprudenza presso l'Università di Napoli nel 1886. Durante gli studi universitari conobbe Giovanni Bovio, docente di filosofia del diritto ed esponente della massoneria napoletana, grazie al quale si avvicinò agli ideali repubblicani. Nel 1886 pubblicò a Napoli la sua tesi dal titolo L'extraterritorialità degli agenti diplomatici. Nel 1889 venne eletto per la prima volta consigliere provinciale e successivamente fu presidente della provincia di Salerno nel biennio 1905-1906. Dominò la politica del Vallo di Diano per oltre 30 anni.

### Carriera
Deputato al Parlamento del Regno d'Italia dal 1895 al 1897 e dal 1900 al 1923, fu Sottosegretario del Ministero delle Finanze nella XXI legislatura del Regno nel governo Giolitti II e nella XXII durante i governi Tittoni e Fortis I.
Rivolse il suo impegno principalmente a favore della scolarizzazione della sua gente (gli si deve l’istituzione del Liceo Ginnasio di Sala Consilina nel 1908) e del miglioramento delle loro condizioni di vita (come la costruzione del tratto ferroviario Sicignano-Lagonegro, che voleva anche elettrificato), ma fu promotore anche di tante battaglie di più ampio respiro nazionale, come quella per estendere il suffragio anche alle donne o per una più equa applicazione delle leggi sull’emigrazione, al fine di rendere più decorose le condizioni di vita dei tanti immigrati italiani all’estero.
La sua base elettorale era la provincia di Salerno, dove rappresentava la corrente del liberalismo più vicina a Giovanni Giolitti. Nel primo dopoguerra si scontrò duramente con Giovanni Amendola. Dopo la Marcia su Roma cercò di aderire al fascismo, ma fu rifiutato dai dirigenti locali.

## Massoneria
Fu iniziato in Massoneria tramite la loggia padulese dei “Forti Lucani” fondata dal generale Bracco nel 1887 e quella salese di “Porta Pia” da lui istituita nel 1891: nei principi massonici infatti vedeva – proprio negli anni in cui ferveva la “questione sociale” – uno strumento di lotta comune contro tirannidi, soprusi e pregiudizi di ogni sorta. Nel 23 marzo 1889 fu affiliato Maestro Massone nella Loggia Alcinoe risorta di Napoli e nel 1891 fu Maestro venerabile della Loggia Porta Pia di Sala Consilina, dall'anno 1904 al 1907 ricoprì la carica di Grande Oratore del Grande Oriente d'Italia- con il Gran Maestro Ettore Ferrari.- Nel 1908 prese parte alla scissione ferana in seno al Supremo Consiglio del Rito scozzese antico e accettato, e nel 1917, con Enrico Presutti, tentò senza riuscirvi una fusione tra i due Supremi Consigli. Rientrato in seguito nel Grande Oriente d'Italia, fu membro nel 1924 della Loggia Alto Adige di Roma.

## Tendenze politiche
Politicamente, fu incline a un trasformismo di tipo clientelare, il che non deve affatto sorprendere, in quanto perfettamente in linea con l’esempio giolittiano di gestione amministrativa. Gravitò comunque sempre su posizioni sostanzialmente democratiche, ma concluse poi la sua carriera da socialista. L’ultima vittoria la ebbe nelle elezioni del 1921, nel 1924 però venne pesantemente sconfitto dalla lista di coalizione demo-liberale in cui era confluito il suo più tenace avversario Amendola. Ritiratosi a vita privata, morì a Roma nel 1929 in Via Farini n. 52. A Padula gli venne intitolata la via principale di accesso al paese (ribattezzata via Italo Balbo durante il Fascismo), a Sala la sua visibilità nella toponomastica è stata maggiore e più duratura.

## Critiche contro Giovanni Camera
Recentemente è stato ritrovato un libello satirico, scritto in forma anonima, attribuito a don Arcangelo Rotunno, intitolato "Ultimo a comparire...". Il pamphlet si presenta senza copertina e luogo di edizione ma reca nella pagina finale il nome dell’autore “Arcangelo Rotunno fu Giuseppe”, luogo e data “Padula, novembre 1913". Il titolo è allusivo al vecchio detto “Ultimo a comparir fu Gambacorta”, epiteto scherzoso rivolto a un ritardatario cronico.  L'autore fa capire che intende rispondere a tono satirico, seppure in ritardo, ad accuse e maldicenze rivoltegli contro da un “Onorevole” locale e dal suo “cerchio magico”. Si tratta dello stesso Giovanni Camera, il quale rappresentò l’autentico “dominus” della politica nel Vallo di Diano, che non viene mai nominato da don Rotunno. Il "cerchio magico" si riferisce alla vicinanza di Camera alla loggia massonica "Porta Pia" di Sala Consilina. 
Nei primi tempi dell’attività parlamentare intrattenne un buon rapporto col compaesano don Arcangelo, con cui aveva condiviso, parte degli studi e della formazione presso lo storico ebolitano Giacinto Romano. Ma la iniziale distanza per fede e ideologia fu accresciuta da due questioni di vitale importanza per Rotunno e sulle quali le sue aspettative erano contrastate o addirittura ignorate dall’onorevole Camera: in primis, le condizioni strutturali della Certosa di San Lorenzo, avviata verso la rovina a causa dell’abbandono in cui lo Stato la lasciava dopo che i restanti monaci furono espulsi nel 1866, nonostante fosse stata dichiarata monumento nazionale. La sua attività di parroco e archeologo, e le segnalazioni non premiarono i suoi sforzi, come da lui stesso dichiarato nel pamphlet:
(A. Rotunno in "Ultimo a comparire...", p. 17)
Nella sua autodifesa dalle accuse di presunti favori ricevuti dall’onorevole, come la nomina ad Ispettore ministeriale, Rotunno precisa che non fu Camera a proporne la carica al ministro, ma il senatore Giacomo Racioppi, che gli riconosceva, in due lettere del settembre 1903, meriti di storico e archeologo. Lo stesso Camera tentò di calmare lo sdegno di don Arcangelo facendogli conferire la Croce di Cavaliere che don Rotunno rifiutò:
(A. Rotunno, don, in "Ultimo a comparire...", p. 16)
Rotunno mostrò ancora più sdegno quando il cenobio della Certosa divenne campo di concentramento per prigionieri di guerra e disertori, dal 1915. Camera, alle elezioni del 1924, venne sconfitto da Giovanni Amendola, appoggiato invece da don Rotunno. L'evento segnò il declino delle fortune politiche dello stesso Camera.